# Bílý čaj

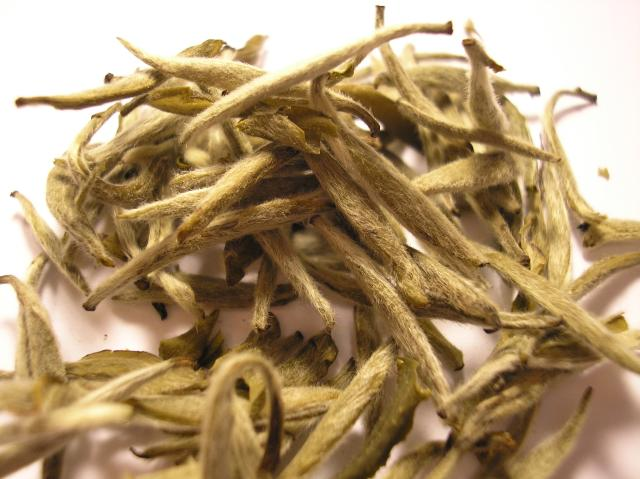
Bai Hao Yinzhen z Futingu - provincie Fu-ťien je všeobecně považován za nejlepší druh bílého čaje

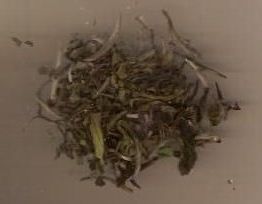
Bai Mu Dan, je považován za bílý čaj druhého stupně

Termínem bílý čaj se obvykle označuje takový druh čaje, který obsahuje mladé nebo jen lehce a specificky zpracované lístky čajovníku čínského (Camellia sinensis).
Nepanuje všeobecná shoda na definici bílého čaje; některé zdroje používají tento termín k označení čaje, který je pouze sušen a dále není zpracováván, někteří tak označují čaj vyrobený z pupenů a nezralých čajových lístků, které se sklízejí krátce předtím, než se pupeny zcela otevřou, a pak se nechají zavadnout a usušit na slunci, zatímco jiní sem řadí pupeny a velmi mladé listy, které byly před sušením spařeny (aby se deaktivoval enzym polyfenoloxidáza). Většina definic se ale shoduje v tom, že lístky bílého čaje nejsou svinovány ani oxidovány; výsledkem je jemnější a sladší chuť než u zelených nebo tradičních černých čajů.
Bílý čaj dostal své jméno podle jemných stříbřitě bílých chloupků na neotevřených pupenech čajovníku. Nálev z bílého čaje již není bílý, ale bledě žlutý až žlutohnědý.
Bílý čaj se tradičně zpracovává v Číně, a to hlavně v provincii Fu-ťien (Pai Mu Tan), ale v poslední době je produkován i ve východním Nepálu, Tchaj-wanu, severním Thajsku, Galle (jižní Srí Lance) a Indii.